# Irmandade Republicana Irlandesa

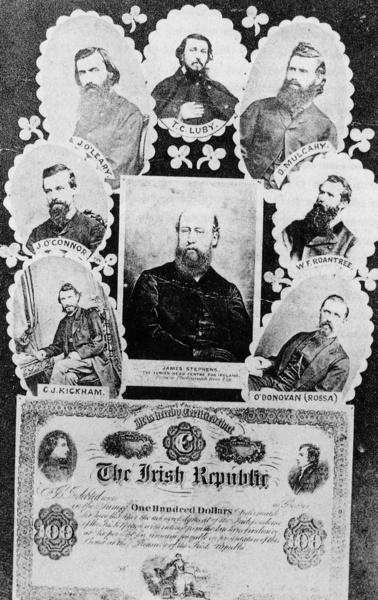
O Executivo dos Fenianos Irlandeses.

A Irmandade Republicana Irlandesa foi um juramento secreto, sendo uma organização de vínculo fraterno dedicada à criação de uma "República democrática independente", em meados do século XIX e início do XX. A sua contrapartida nos Estados Unidos da América, foi organizada por John O'Mahony e tornou-se conhecido como a Irmandade Feniana (mais tarde Clan na Gael). Os membros de ambas as alas do movimento são muitas vezes referidos como "Fenianos".
A Irmandade desempenhou um papel importante na História da Irlanda, como o principal defensor de republicanismo durante a campanha para a independência da Irlanda em relação ao Reino Unido. Na sequência dos movimentos, nasceram o Irlandeses Unidos, na década de 1790, e os Jovens Irlandeses, em 1840. Como parte da Nova Saida, em 1870 e 1880, membros da Irmandade fizeram uma tentativa de democratizar o Home Rule League  e do seu sucessor, o Partido Parlamentar Irlandês, bem como tomar parte na Guerra da Terra. A Irmandade participou activamente na Revolta da Páscoa em 1916, o que levaria à criação da primeira Dáil Éireann em 1919. A supressão do Dáil Éireann precipitou a Guerra da Independência da Irlanda e com a assinatura do Tratado Anglo-Irlandês em 1921, finalmente levando à quase completa independência irlandesa.